# Margaret Bean
Margaret Bean (Guam, 18 juni 1953) is een weg- en baanwielrenster uit Guam.
Op de Olympische Zomerspelen van Barcelona in 1992 nam Bean deel aan de wegrace, waar ze als 52 eindigde. Ook nam ze deel aan de individuele achtervolging op de baan.